# Gastón Parra
Gastón Luis Parra Luzardo (Maracaibo, 9 de diciembre de 1933 - Caracas, 14 de diciembre de 2008) fue un economista, académico, político venezolano y experto en el régimen fiscal petrolero.

## Educación
Obtuvo el título de economista en la Universidad del Zulia, en 1963.

## Biografía
En su alma mater desempeñó, además del cargo de profesor titular, varios cargos administrativos, como Director de la Escuela de Economía (1969-1972); Decano de la Facultad de Ciencias Económicas y Sociales (1972-1975); Vicerrector Académico (1980-1984) y coordinador del Centro Experimental de Estudios Latinoamericanos (1984-1989). Fue además profesor y coordinador del Postgrado de Economía y Administración de Hidrocarburos de la Universidad Central de Venezuela, en Caracas (1976-1977) y profesor visitante de las universidades “Simón Bolívar” y del Atlántico, en Barranquilla, Colombia. Fue honrado con el doctorado Honoris Causa en las universidades del Zulia (Maracaibo, 1999), "Simón Bolívar" (Barranquilla, 1987) y del Atlántico (Barranquilla, 1971).
En el ámbito de la administración pública, Parra Luzardo fue miembro de varias instancias, como la Comisión Presidencial para la Reversión Petrolera en representación del Consejo Nacional de Universidades (1974); la Comisión Técnica en Ciencias Económicas del Conicit (1981); del Consejo de Economía Nacional (1992-1996); del Consejo Asesor del Banco Central de Venezuela (1995-1998) y de la Comisión Interministerial para la Coordinación de Criterios y el Examen Conjunto de las materias relacionadas con el Régimen Fiscal de las Actividades relacionadas con los Hidrocarburos (2003). Fue primer vicepresidente del Banco Central de Venezuela (2000-2005).
El  8 de febrero de 2002, el presidente de la República Hugo Chávez lo nombra presidente de la empresa estatal Petróleos de Venezuela. Su designación fue uno de los argumentos esgrimidos por los trabajadores pertenecientes a la nómina mayor de la empresa para convocar a un paro de actividades que desembocó finalmente en un golpe de Estado en abril de 2002. Luego de restituido el hilo constitucional, pone su cargo a la orden del presidente Chávez con objeto de conciliar los ánimos con los trabajadores de la petrolera que objetaron su nombramiento.
Asumió la presidencia del Banco Central de Venezuela el 31 de enero de 2005 y ejerció ese cargo hasta el día de su fallecimiento. En 2008 fue nombrado gobernador alterno ante el Fondo Monetario Internacional.

## Obras
Fue autor de varios textos y ensayos relacionados con el quehacer socioeconómico venezolano y el manejo de la industria de los hidrocarburos, de los cuales destacan:
- La inversión extranjera y sus efectos para los países de atraso económico (1973)
- La nacionalización petrolera: ¿Para quién y para qué? (1974)
- La Facultad de Ciencias Económicas y Sociales de la Universidad del Zulia contra el subdesarrollo (1975)
- Economía minera y petrolera (1977)
- El despojo de Venezuela. Los precios del petróleo (1979)
- La OPEP y la economía internacional (1979)
- El desafío del cartel petrolero (1981)
- La universidad creativa (1984)
- La compleja realidad de la economía venezolana (1990)
- La economía venezolana 1989-1993 (1994)
- Transformación e integración económica en América Latina (1997)
- De la nacionalización a la apertura petrolera: Derrumbe de una esperanza (1995)
- La apertura petrolera. Conflictos y contradicciones (1999)
- Condiciones y perspectivas del crecimiento económico en Venezuela (2002)
- La apertura petrolera, los cambios mundiales y la economía venezolana (2002)
- La Constituyente, renacer de una esperanza ¿Utopía? (2002)
- La euforia neoliberal en Venezuela (1989-1993) (2003)